# Río Barcenal
El río Barcenal es un curso fluvial de Cantabria (España) perteneciente a la cuenca hidrográfica del Saja-Besaya. Tiene una longitud de 5,285 kilómetros, con una pendiente media de 1,9º.
En sus inmediaciones, de base calcárea, se encuentra la Cueva de Hornos de la Peña, en el municipio de San Felices de Buelna.